# Nazionale maschile di cricket di Malta
La nazionale di cricket di Malta è la selezione nazionale che rappresenta l'isola di Malta nel gioco del cricket.

## Storia

### Le origini
Il cricket a Malta fu introdotto dai colonizzatori britannici durante il periodo in cui Malta era sotto il dominio britannico (1800-1964). I soldati e i funzionari britannici portarono con sé il gioco, e la sua popolarità crebbe gradualmente tra la popolazione locale. Già nel XIX secolo, c'erano competizioni tra squadre formate da britannici e maltesi. Il primo campo di cricket sull'isola fu costruito alla fine del XIX secolo, e il cricket divenne un passatempo popolare tra i residenti. La prima partita documentata risale infatti al 1800, quando fu giocata tra i marinai della flotta di Lord Nelson.
Il cricket fu introdotto dai servizi britannici a Malta nel 1889 e, nel 1891, il celebre crickettista W.G. Grace partecipò a una partita per l'XI di Lord Sheffield al Royal Naval Ground durante un tour diretto in Australia. Inoltre, tra gli appassionati del gioco vi fu anche Wally Hammond, che giocò a Malta da giovane, mentre suo padre, William Hammond, prestava servizio come caporale nella Royal Garrison Artillery tra il 1911 e il 1914. Quando il Regno Unito lasciò l'isola nel 1972, la gestione del cricket fu assunta dai maltesi.
La Malta Cricket Association (MCA) fu fondata nel 1948 per organizzare e promuovere il cricket a livello nazionale. Sebbene Malta avesse una base di giocatori limitata e un numero relativamente ridotto di strutture adeguate, il cricket continuò a essere praticato. Durante gli anni '50 e '60, Malta fu coinvolta in partite amichevoli contro squadre provenienti da paesi vicini, come l'Italia, e anche contro altre formazioni britanniche.

### L'ingresso nel sistema internazionale
Malta iniziò a partecipare a competizioni internazionali di cricket negli anni '90, con l'ingresso nella International Cricket Council (ICC) come membro affiliato. Nel 1998, Malta divenne membro ufficiale della ICC e iniziò a competere a livello internazionale. Nel corso degli anni, la squadra di cricket maltese ha partecipato a tornei e competizioni regionali, come il World Cricket League e il ICC Europe Division.
Malta ha preso parte a tutte le edizioni dell'European Affiliates Championship dal 1999 al 2005, ottenendo il miglior risultato nel 2001, quando raggiunse le semifinali del torneo. La squadra aveva già partecipato nel 1997 al predecessore di questo torneo, l'European Nations Cup, e successivamente ha preso parte alla Division Three dell'European Championship nei tornei del 2007, 2009, 2011 e 2012.
Nel mese di ottobre del 2013, Malta ha ospitato un torneo internazionale, invitando le federazioni di cricket della Repubblica Ceca, Ungheria e Russia. Le partite si sono svolte dal 4 al 6 ottobre, con la squadra maltese guidata dal capitano Khosla, che ha portato la nazionale a un perfetto record di 3 vittorie su 3. L'ultima vittoria, ottenuta contro l'Ungheria, è stata particolarmente significativa, poiché l'Ungheria avrebbe potuto aggiudicarsi il torneo con una vittoria. La partita si è conclusa con un lancio largo che ha permesso a Haroon Majeed di segnare il punto decisivo, regalando a Malta la vittoria e il titolo.

### Status T20
Nell'aprile 2018, l'ICC ha deciso di concedere lo status completo di Twenty20 International (T20I) a tutti i suoi membri. Pertanto, tutte le partite Twenty20 giocate tra Malta e gli altri membri dell'ICC dal 1º gennaio 2019 hanno lo status T20I.
Malta ha disputato il suo primo incontro ufficiale di T20I il 29 marzo 2019, affrontando la Spagna durante la Spain Triangular T20I Series 2019. La partita si è svolta presso il La Manga Club, a Murcia, in Spagna.
Nel 2022 Malta prende parte per la prima volta alle qualificazioni per la Coppa del Mondo T20, partecipando dal 28 giugno al 4 luglio alla fase sub-regionale, venendo inserita del gruppo C. Malta, inserita nel secondo gironcino preliminare con Spagna, Portogallo e Israele, perse tutte le partite ad eccezione di quella con lo stato ebraico, venendo eliminata dal torneo.
Nel 2024, durante le qualificazioni per la Coppa del Mondo T20 2026, Malta partecipa dal 21 al 28 agosto nel gruppo C, che si tiene nell'isola di Guernsey, venendo inserita nel gironcino con Guernsey, Finlandia, Bulgaria ed Estonia. La nazionale maltese perse tutte le partite, ad eccezione di quella con la Bulgaria, venendo eliminata dal torneo e non avanzando alle finali regionali.
Dal 3 al 5 febbraio 2025 la nazionale maltese gioca un torneo Tri-Nation allo Marsa Sports Club di Marsa, a Malta. Malta arriva ultima, perdendo tutte le partite contro Austria e Ungheria. Nel mese di maggio dello stesso anno, la squadra maltese ospita l'Estonia, vincendo una serie di tre partite T20I per 2-1. Nella prima settimana di giugno la nazionale maltese prende inoltre parte alla Mdina Cup, perdendo tutte le partite con Portogallo e Belgio, terminando di conseguenza al terzo posto. Dal 26 al 29 giugno dello stesso anno i maltesi prendono parte alla Continental Cup, giocata nel Distretto di Ilfov, in Romania, concludendo al secondo posto in girone, ma qualificandosi comunque in finale, persa di 47 runs contro la nazionale austriaca.

## Statistiche
Partite internazionali – Malta
Aggiornato al 29 giugno 2025.
| Record                  |    |    |    |   |      |
| Format                  | M  | W  | L  | T | D/NR |
| Twenty20 Internationals | 83 | 31 | 59 | 1 | 1    |

### T20
Aggiornato al 29 giugno 2025 
| Nazionale            | P                    | W                    | L                    | T                    | NR                   |
| vs Associate Members | vs Associate Members | vs Associate Members | vs Associate Members | vs Associate Members | vs Associate Members |
| -------------------- | -------------------- | -------------------- | -------------------- | -------------------- | -------------------- |
| Austria              | 3                    | 0                    | 3                    | 0                    | 0                    |
| Belgio               | 13                   | 2                    | 11                   | 0                    | 0                    |
| Bulgaria             | 7                    | 6                    | 0                    | 0                    | 1                    |
| Cipro                | 1                    | 0                    | 1                    | 0                    | 0                    |
| Estonia              | 4                    | 2                    | 2                    | 0                    | 0                    |
| Finlandia            | 1                    | 0                    | 1                    | 0                    | 0                    |
| Francia              | 7                    | 3                    | 4                    | 0                    | 0                    |
| Gibilterra           | 9                    | 6                    | 2                    | 1                    | 0                    |
| Guernsey             | 1                    | 0                    | 1                    | 0                    | 0                    |
| Israele              | 1                    | 0                    | 1                    | 0                    | 0                    |
| Lussemburgo          | 4                    | 2                    | 2                    | 0                    | 0                    |
| Portogallo           | 8                    | 0                    | 8                    | 0                    | 0                    |
| Rep. Ceca            | 3                    | 1                    | 2                    | 0                    | 0                    |
| Romania              | 10                   | 5                    | 5                    | 0                    | 0                    |
| Spagna               | 3                    | 0                    | 3                    | 0                    | 0                    |
| Svizzera             | 4                    | 1                    | 3                    | 0                    | 0                    |
| Ungheria             | 4                    | 1                    | 3                    | 0                    | 0                    |
| Totale               | 83                   | 31                   | 50                   | 1                    | 1                    |